# Иконина, Мария Николаевна
Мари́я Никола́евна Ико́нина (наст. отчество Никоновна; 1788—1866) — русская артистка балета.

## Биография
Мария Николаевна училась в Петербургском театральном училище; её педагогом был Ш. Дидло, у которого она была одной из любимых учениц и который возлагал особенные надежды на её будущее. Ещё в бытность её ученичества, Дидло вывел Марию на сцену в своих постановках в Большого Каменного театра. В 1806 году она появилась в небольшой партии Аминты в балете Дидло «Зефир и Флора», а в следующем 1807 году уже исполнила большую партию — Креуса в балете «Медея и Язон», поставленном Ш.Дидло с использованием хореографии Ж. Новерра. В том же 1807 году она танцевала в одном из спектаклей па-де-де Дианы и Аполлона в паре со своим педагогом Ш. Дидло.
По окончании училища в 1809 году сразу была принята в Императорскую Петербургскую балетную труппу на амплуа первой танцовщицы. Там она проработала до конца своей творческой биографии; лишь в самом начале, сразу по принятии в Петербургский театр, 11 августа 1809 года, некоторое время танцевала в Москве с А. С. Новицкой и Луи Дюпором. Среди её других партнеров по сцене: А. И. Истомина, Е. И. Колосова, О.Пуаро, А. А. Лихутина, Я. Люстих, М. И. Данилова, Н. О. Гольц.
Энциклопедия «Русский балет» подчеркивает: «Танец Икониной отличался царственной величавостью и огненным темпераментом». 
Уволена от службы с пенсией 11 августа 1831 года. 
Скончалась в Петербурге в августе 1866 года; после отпевания в Андреевском Соборе была похоронена на Смоленском кладбище. 
Её дочь Софья Дмитриевна (1812—после 1866) была замужем за коллежским советником Костылевым.

## Партии
- 1806 — «Зефир и Флора», балетмейстер Ш.Дидло — Аминта
- 1807 — «Медея и Язон», балетмейстер Ш.Дидло по Новерру — Креуса
- 1808 — «Любовь Венеры и Адониса», балетмейстер Луи Дюпор — одна из нимф
- 1809 — «Амур и Психея», балетмейстер Ш.Дидло — Венера
- 1809 — «Суд Париса», балетмейстер Луи Дюпор — Венера
- 1814 — «Торжество России, или Русские в Париже», балетмейстер И. И. Вальберх — одна из благородных парижских дам
- 1814 — «Гений Благости, или Распря Аполлона с Марсом», балетмейстер И. И. Вальберх — Муза
- 1815 — «Амазонка», балетмейстер И. И. Вальберх — Дух в виде волшебницы
- 1816 — «Ацис и Галатея», балетмейстер Ш.Дидло — Венера
- 1816 — «Неожиданное возвращение, или Вечер в саду», балетмейстер Ш.Дидло — Клара
- 1817 — «Карлос и Розальба, или Любовник, кукла и образец», балетмейстер Ш.Дидло — Дона Еливира
- 1817 — «Венгерская хижина», балетмейстер Ш.Дидло — Венгерская госпожа двора Леопольда
- 1817 — «Молодая молочница, или Нисетта и Лука», балетмейстер Ш.Дидло — Графиня
- 1817 — «Тезей и Ариана», балетмейстер Ш.Дидло — Придворная госпожа двора Миноса
- 1819 — «Рауль де Креки, или Возвращение из крестовых походов», балетмейстер Ш.Дидло — одна из придворных дам
- 1820 — «Кора и Алонзо, или Дева Солнца», балетмейстер Ш.Дидло — Мелоc
- 1821 — «Роланд и Моргана», балетмейстер Ш.Дидло — волшебница Мелита
- 1829 — «Зефир и Флора», балетмейстер Ш.Дидло — Венера

Кроме балетных партий на протяжении всего творческого периода исполняла дивертисменты в операх: «Алина, Королева Голкондская» (1815), «Прекрасная Арсена», «Эдип в Колоне», «Ромео и Юлия», «Вавилонские развалины» (1818).